# عیسی از دیدگاه مسیحیان

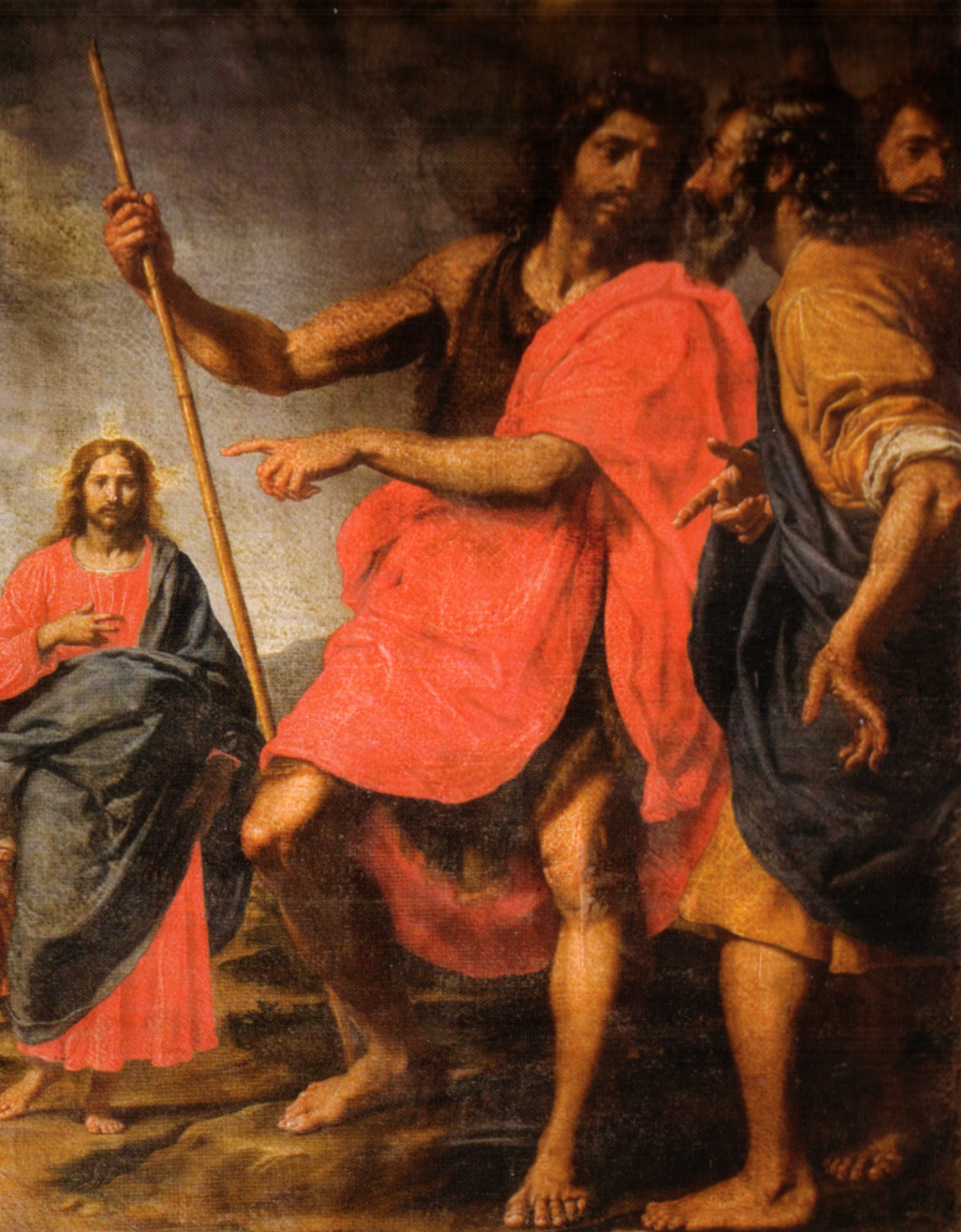
عیسی (در سمت چپ) به همراه یحیی تعمید دهنده، اثر اتویو وینینی.

مسیحیان بر این اعتقاد هستند که عیسی ، مسیح است و باور دارند که عیسی سه روز پس از مصلوب شدن رستاخیز کرده و تا ۴۰ شبانه حضور و دیدار با شاگردان سوی آسمان عروج کرد. این تعالیم تأکید بر آن دارد که عیسی بره خداوند است و با متحمل شدن درد بر روی صلیب در جلجتا به فرمان پدرش گناهان ایمان داران را شسته‌است.
اکثر مسیحیان بر این باورند که عیسی هم از نطر الهی پسر خداوند است و هم از نظر جسمی. مشکلات زیادی در مورد ماهیت عیسی وجود دارد، مسیحیان اعتقاد به تثلیث دارند که متشکل از پدر، پسر و روح‌القدس است. عیسی مسیح از تمام جهات و صد در صد یک انسان بود و مانند یک انسان درد می‌کشید رنج می‌برد و مثل انسانی فانی وسوسه می‌شد و با این حال او گناهی مرتکب نشد؛ و صد درصد نیز از تمام جهات او خدا بود او پس از مرگ نیز از مردگان برخاست و دوباره زندگی کرد. با توجه به کتاب مقدس، خدا او را از مردگان برخیزانید. سپس به آسمان صعود کرده و در بهشت در دست راست خداوند نشسته، و در زمان مقرر شده برای پادشاهی بر روی زمین و روز حساب باز خواهد گشت.

## آموزه‌های هسته‌ای مورد مسیح
اگر چه در مسیحیت نیز باورهای متفاوتی است ولی می‌توان به نکته‌هایی از کاتچیسم اشاره کرد. دیدگاه‌های مسیحی از منابع مختلف کتاب مقدس مشتق شده‌است، از جمله از اناجیل و رساله‌های پولس. مسیحیان بر این اعتقادند که عمدهٔ این آثار واقعی هستند.
نکته‌های زیر به جزء ارتودوکس تقریباً در تمام فرقه‌ها مشترک بوده و توافق نظر دارند:
- از نظر مسیحیان او به‌طور کامل یک انسان و به‌طور کامل خدا بوده‌است.
- مسیحیان بر این باورند که عیسی بدون پدر و فقط از مادر باکره‌اش به واسطه معجزه روح القدس به دنیا آمده‌است.
- مسیحیان بر این باورند که عیسی کاملاً پاک بوده و مرتکب هیچ گناهی نشده‌است.
- مسیحیان بر این باورند که عیسی به عنوان مرتد مذهبی بر روی صلیب به شهادت رسیده و به قبر سپارده شده و پس از سه روز از مردگان برخاسته.
- مسیحیان بر این باورند که عیسی پس از زنده شدن به آسمان پیش خدای پدر صعود کرده‌است.
- مسیحیان بر این باورند که عیسی برای بار دوم به زمین باز خواهد گشت.[۱۴]

پنج نقطهٔ عطف در مهم در زندگی عیسی به روایت انجیل تعمید وی، تبدیل شدن عیسی، تصلیب عیسی، رستاخیز مسیح و عروج عیسی مسیح می‌باشد. معمولاً این دو نکته همیشه با هم ذکر می‌شوند: یکی تولد عیسی و دیگری ارسال شدن روح‌القدس به وی.
مسیحیان نه تنها به آموزه‌های مسیح ایمان دارند بلکه به نام او هم همین‌طور. عبادت با نام عیسی از روزهای نخست مسیحیت بوده. امروزه این باور در شرق و غرب وجود دارد.

## سنبل‌های مسیح و فرزندی خداوند

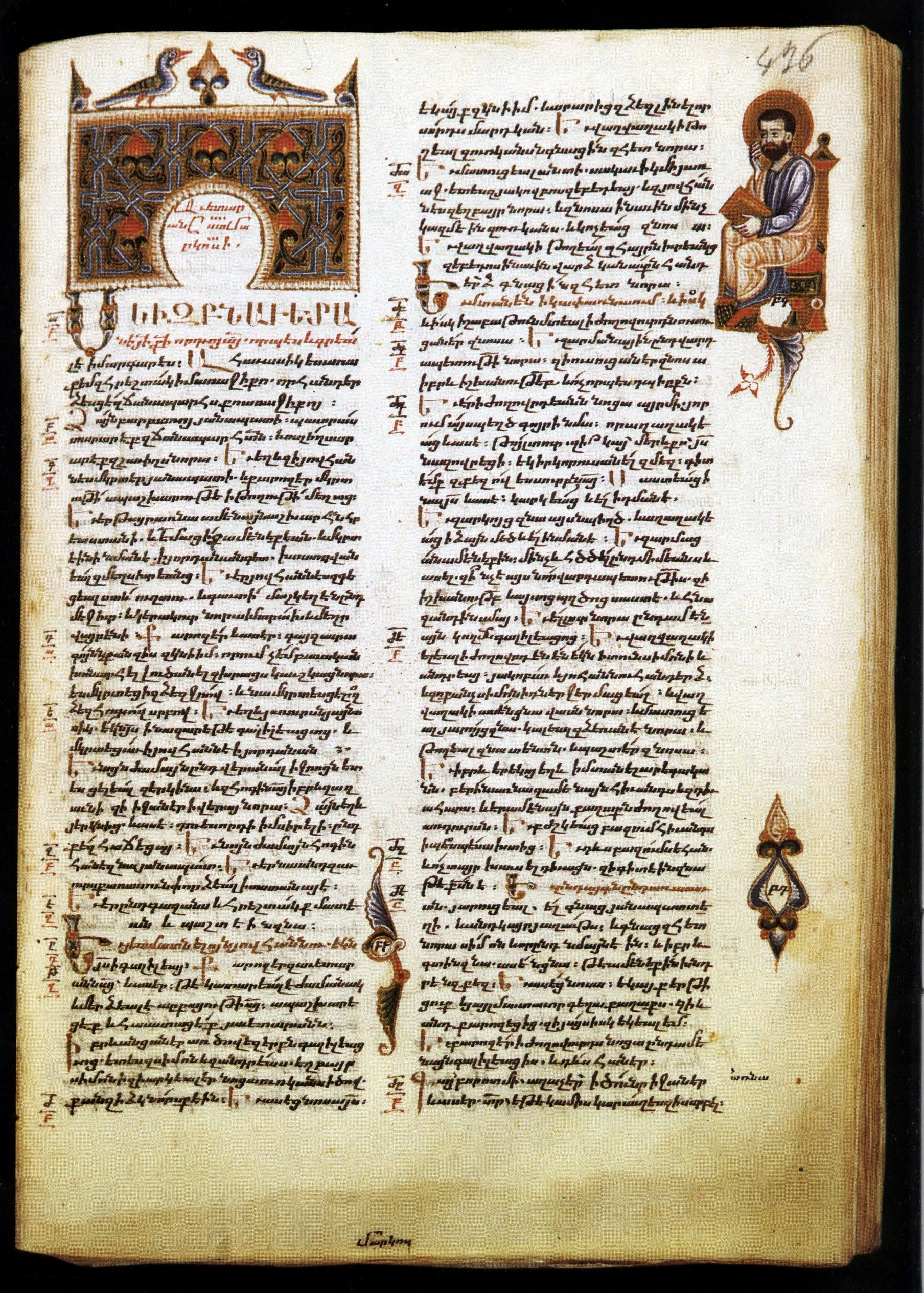
صفحه اول انجیل مرقس (قرن ۱۴)

| ” | عیسی پرسید:(شما چه می‌گویید؟ به نطر شما من کیستم؟) شمعون پطروس پاسخ داد:(تویی مسیح، پسر خدای زنده. — متی ۱۶:۱۵–۱۶ | “ |

## عیسی در اناجیل
باب اول انجیل یوحنا نیز چنین می‌خوانیم:
«در ابتدا کلمه بود و کلمه نزد خدا بود و کلمه خدا بود. همان در ابتدا نزد خدا بود. همه چیز به واسطه او آفریده شده. به غیر از او چیزی از موجودات وجود نیافت. در او حیات بود و حیات نور انسان بود؛ و کلمه جسم گردید و میان ما ساکن شد پر از فیض و راستی و جلال او را دیدیم، جلالی شایسته پسر یگانه پدر؛ و یحیی بر او شهادت داد و ندا کرده می‌گفت این است آنکه دربارهٔ او گفتیم، آن که بعد از من می‌آید پیش از من شده‌است، زیرا که بر من مقدم بود؛ و از پری او جمیع ما بهره یافتیم و فیض به عوض فیض، زیرا شریعت به وسیله موسی عطا شد، اما فیض و راستی به‌وسیله عیسی مسیح رسید.»
همانندی که در این خصوص بین قرآن و انجیل دیده می‌شود، تعبیر از عیسی به کلمه الله و شهادت یحیی به حقانیت عیسی است، اما اختلاف دو متن به ابعاد توحیدی و نگرشهای برگرفته از آن بازمی‌گردد، زیرا در قرآن «الله» محوری حاکم است و در عبارات اناجیل، عیسی در ردیف خدا و فرزند او شناسانده شده‌است.
ابراهیم امینی در کتاب خود «وحی در ادیان آسمانی» می‌نویسد:
«اگر کلمه به عیسی اطلاق شده بدین جهت است که بدون وجود پدر و به وسیله کلمه (کن) تکوینی به وجود آمده‌است.» 
مصطفی شاکر عقیده دارد:
این که قرآن عنوان کلمه در مورد عیسی بکار می‌برد به جای آنکه مستلزم وجود ازلی یا الوهیت عیسی باشد، به این نکته اشاره دارد که او حاصل قدرت آفرینشگر خداوند است، زیرا به یاد آورنده این نکته‌است که عیسی با اراده مستقیم خداوند و فرمان «کن» در رحم مادرش به به وجود آمد. در نتیجه، عیسی و مادرش با هم یک آیت از آیات الهی به‌شمار می‌روند.
عیسی دارای خواهران و برادرانی بود. برادران او یعقوب، یوسف، شمعون و یهودا (و نیز یوشا) می‌باشند، ولی اسامی خواهران او برده نشده‌است. لکن برادرانش به او ایمان نداشتند. لازم به ذکر است که در نامه‌های پولس از یک نفر به نام یعقوب برادر خداوند (عیسی مسیح) که مؤمن بوده، سخن به میان آمده‌ است. البته اصطلاح برادران و خواهران برای مؤمنین به مسیح نیز استفاده می‌شود.